# Mes Aïeux

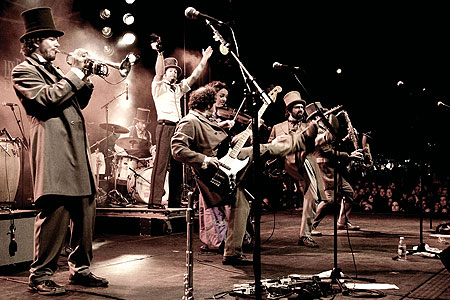
Mes Aïeux i Montréal 2005

Mes Aïeux ("Mina förfäder") är en musikgrupp från Québec som spelar pop med influenser från folkmusik. Gruppen bildades 1996 och gav ut sitt första album 2000. Gruppen ingår i den quebekiska néo-tradrörelsen. Texterna har ofta humoristisk infallsvinkel och berör lokala folkminnen, historia och det moderna samhället. Detta reflekteras även i gruppens scendräkter som anspelar på folktro och traditionella ikoner. Skivan En famille från 2004 sålde över 200 000 exemplar, vilket innebar dubbel platina. Med hits som "Remède miracle" och "Dégénérations / Le reel du fossé" hör Mes Aïeux till de mest framträdande artisterna på den quebekiska musikscenen.

## Diskografi
- Ça parle au diable (2000)
- Entre les branches (2001)
- En famille (2004)
- Tire-toi une bûche (2006)
- La ligne orange (2008)
- À l'aube du printemps (2012)